# Estação Kaizuka

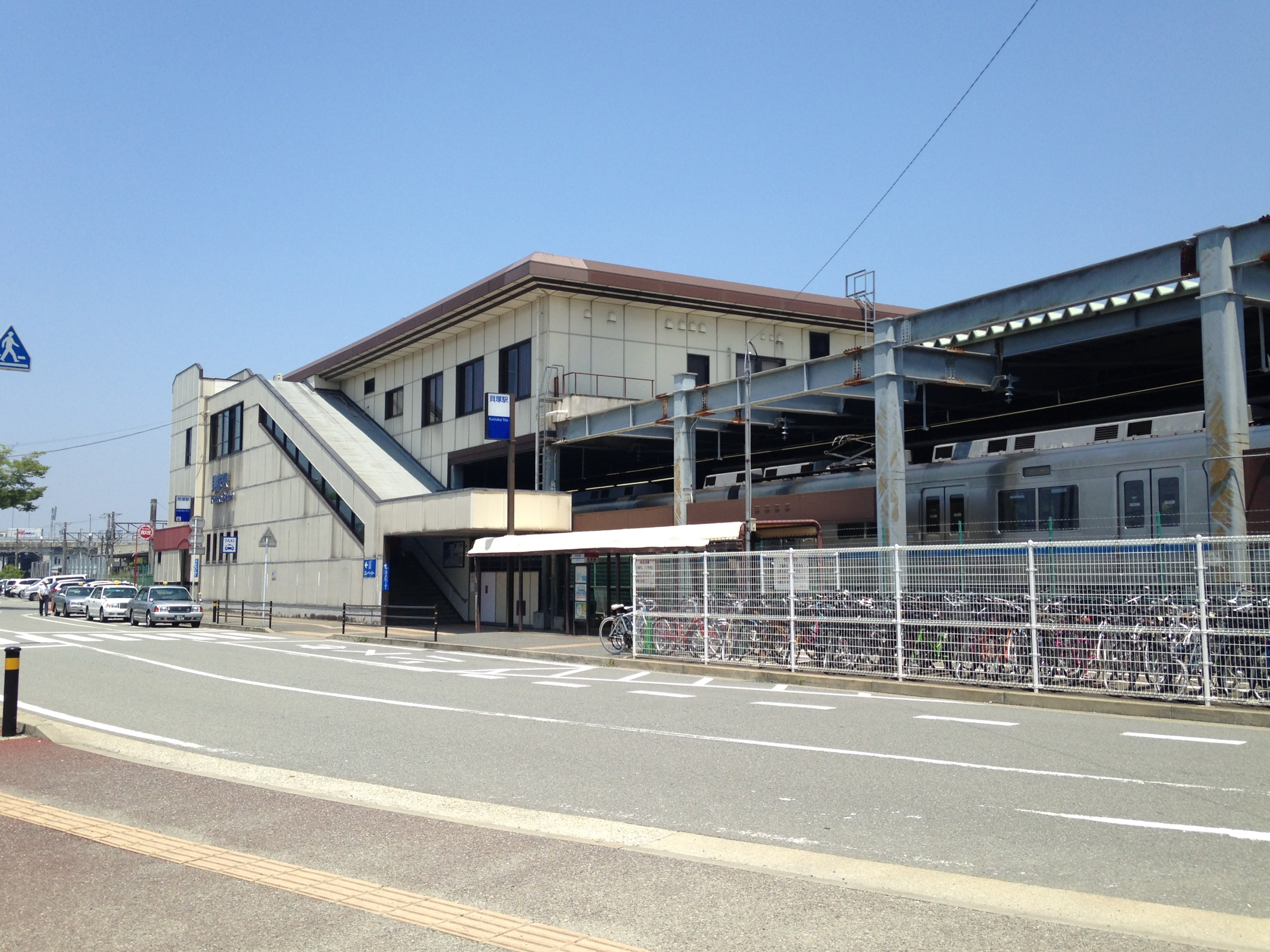
Imagem da estação

Kaizuka é uma das estações terminais da linha Hakozaki do metro de Fukuoka, no Japão.